# Селище (Суражский район)
Селище — деревня в Суражском районе Брянской области России. Входит в состав Кулажского сельского поселения.

## География
Деревня находится в северо-западной части Брянской области, в зоне хвойно-широколиственных лесов, в пределах части Приднепровской низменности, на правом берегу реки Муравище, при автодороге 15Н-2516, на расстоянии примерно 8 километров (по прямой) к юго-западу от города Суража, административного центра района. Абсолютная высота — 154 метра над уровнем моря.

### Климат
Климат характеризуется как умеренно континентальный с достаточным увлажнением, тёплым летом и умеренно холодной зимой. Среднегодовая многолетняя температура воздуха составляет 5,4 °С. Средняя температура воздуха самого тёплого месяца (июля) — 18,1 °C (абсолютный максимум — 37 °C); самого холодного (января) — −8 — −7,5 °C (абсолютный минимум — −37 °C). Период активной вегетации растений (с температурой выше 10°С) составляет 144 дня. Среднегодовое количество атмосферных осадков составляет 554 мм, из которых большая часть (285 мм) выпадает в тёплый период. Снежный покров держится в течение 120—130 дней.

### Часовой пояс
Деревня Селище, как и вся Брянская область, находится в часовой зоне МСК (московское время). Смещение применяемого времени относительно UTC составляет +3:00.

## История
Основана в начале XVIII века Иваном Даровским как рудня (также называлась Рудня Селицкая), позднее во владении Жоравок (казачьего населения не имела).
До 1781 входила в Новоместскую сотню Стародубского полка,
с 1782 по 1921 в Суражском уезде (с 1861 в составе Кулагской волости),
в 1921—1929 в Клинцовском уезде (Кулагская, с 1924 Суражская волость).
В конце XIX века работала школа грамоты.
С 1920-х годов до 1960 в Княжевском сельсовете.

## Население
| 2010 | 2013 |
| ---- | ---- |
| 17   | ↗19  |

390 человек (1926), 30 человек (2002)